# László Boglárka
László Boglárka (Budapest, 1970. szeptember 22. –) magyar író, jogász, tanár, idegenvezető.

## Élete
1970-ben Budapesten született, de gyermekéveit Fejér megyében, Sárbogárdon töltötte. A település és környéke meghatározó későbbi írói munkássága szempontjából is. Középiskolai éveiben a sárbogárdi Petőfi Sándor Gimnáziumban tanult, ahol érettségi vizsgát tett.
Előbb a Janus Pannonius Tudományegyetem magyar–francia tanári szakát végezte el, majd az ELTE Állam- és Jogtudományi Karán szerzett jogász képesítést, miközben tolmácsként, tanárként dolgozott. Magyarországra akkreditált diplomaták számra tanított magyar nyelvet, majd a BKV Zrt. önkormányzati jogi referenseként feladata volt a kapcsolattartás és egyeztetés a Fővárosi Közgyűlés Közlekedéspolitikai bizottságával.
2007 és 2020 között az Országgyűlési Biztos Hivatalának, a Nemzeti és Etnikai Kisebbségi jogok Országgyűlési Biztosa Irodájának jogásza és főosztályvezetője, majd az Alapvető Jogok Biztosának Hivatala/ Nemzetközi és Társadalmi Kapcsolatok Főosztálya vezetőjeként tevékenykedett. Feladatai közé tartozott a kapcsolattartás az Országgyűléssel, az ENSZ és az Európai Unió szerveivel, valamint nemzetközi szervezetekkel.
2014-ben átvehette a Magyar Ezüst Érdemkereszt kitüntetést.
2020-ban elhagyta a közigazgatást, majd idegenvezető vizsgát tett, korábbi irodalmi tevékenysége fokozottabbá vált. Előbb több novellája jelent meg különböző antológiákban, majd 2022-ben A Bánlaky-örökség, 2023-ban pedig a Párizs, 1867 című történelmi kalandregénye a Libri Könyvkiadó gondozásában. Amikor nem írással, akkor idegenvezetéssel foglalkozik.

## Művei
- Velem van (novella) in. Dolgaink; Novellák kettőezer-húszból, Irodalmi Rádió, 2020.
- Veszteségeink (novella) in. Helyőrség. ma portál (pályázat Lehet, mert kell!-Trianon 100), 2020.
- Chanel N5 (novella) in. Szó-kincs, Aposztróf Kiadó, 2022.
- A Bánlaky-örökség (regény), Libri Kiadó, 2022.
- Párizs, 1867 (regény), Libri Kiadó, 2023.